# Mercedes-Benz
 "Mercedes" omdirigeres hertil. For andre betydninger af Mercedes, se Mercedes (flertydig).
Mercedes-Benz ofte blot Mercedes er et tysk bilmærke under Mercedes-Benz Group. Bilmærket blev til ved en sammenlægning af de to virksomheder Daimler-Motoren-Gesellschaft og Benz & Cie under navnet Daimler-Benz AG. Daimler solgte dog sine biler under navnet Mercedes.
Mercedes var datter af racerkøreren Emil Jelinek, som forhandlede Gottlieb Daimlers biler i Frankrig. Jelinek havde overtalt Daimlers chef-designer Wilhelm Maybach til at fremstille en serie på 6 racerbiler, som han ville benytte i et væddeløb i Nice. Men da Daimler havde solgt licensrettighederne til sine biler i Frankrig til Panhard-Levassor, måtte de have et andet navn. Jelinek foreslog så at man brugte hans datters navn. Bilerne var uhyre succesfulde, så Daimler besluttede sig for at beholde navnet til sine fremtidige modeller.
Benz & Cie var grundlagt af Carl Friedrich Benz – og mærkeligt nok (da der trods alt var ganske få bilproducenter i Tyskland på det tidspunkt) kendte de to ikke hinanden personligt.
Daimler-Motoren-Gesellschaft leverede den første serieproducerede bil den 22. december 1900.
I 1926 skete der en sammenslutning af DMG og Benz & Cie og navnet blev til Daimler Benz AG.
Siden er det gået slag i slag, og fabrikkerne i og omkring Stuttgart i Tyskland har produceret mange personbiler, lastbiler, omnibusser, flymotorer mv.
I 1998 fusionerede Daimler-Benz med det amerikanske Chrysler Corporation til DaimlerChrysler. Hermed forsvandt Benz fra firmanavnet, men ikke fra bilmærket. Fusionen blev dog aldrig vellykket og efter flere år med kæmpetab for de amerikanske aktiviteter, valgte de tyske ejere at frasælge Chrysler igen. Frasalget blev annonceret den 14. maj 2007. Investeringsselskabet Cerberus købte 80,1% af aktierne. Da alle detaljer omkring salget ikke er på plads endnu (13. juni 2007) kører man videre med firmanavnet DaimlerChrysler AG et stykke tid endnu. Foreløbig regner man til 'et tidspunkt i løbet af efteråret 2007'. Herefter vil man benytte navnet Daimler AG.
Firmaets varemærke har siden 1909 været Mercedes-stjernen, som oprindelig sad på kølerproppen, men på moderne udgaver er ren pynt. Den knejser dog også over Mercedes-fabrikkerne som et vartegn. Den tretakkede stjerne symboliserer, at firmaet i sin tid leverede motorer 'til lands, til vands og til luften'.

## Modeller
Fed skrift = aktuel model
| Modelserie        | Typekode                                             |
| ----------------- | ---------------------------------------------------- |
| Personbiler       |                                                      |
| A-klasse          | W168, W169, W176, W177                               |
| B-klasse          | W245, W246, W247                                     |
| 190, C-klasse     | W201, W202, W203, W204, W205, W206                   |
| CLK-klasse        | W208, W209                                           |
| CLS-klasse        | C219                                                 |
| E-klasse          | W114, W115, W123, W124, W210, W211, W212, W213, W214 |
| S-klasse          | W116, W126, W140, W220, W221, W222, W223             |
| CL-klasse         | C140, C215, C216                                     |
| Sportsvogne       |                                                      |
| SL-klasse         | W121, W113, R107, R129, R230                         |
| SLK-klasse        | R170, R171                                           |
| Firehjulstrækkere |                                                      |
| G-klasse          | W460, W461, W463                                     |
| GLK-klasse        | X204                                                 |
| M-klasse          | W163, W164                                           |
| Varebiler         |                                                      |
| Vito              | W638, W639                                           |
| Sprinter          | W901, W902, W903, W904, W905, W906                   |
| Vario             | L319, T2, W670                                       |
| Lastbiler         |                                                      |
| Atego             |                                                      |
| Axor              |                                                      |
| Actros            |                                                      |
| Busser            |                                                      |
| Citaro            |                                                      |
| Integro           |                                                      |
| Travego           |                                                      |